# Нова-Андрадіна (мікрорегіон)

Нова-Андрадіна на карті штату Мату-Гросу-ду-Сул

Нова-Андрадіна (порт. Microrregião de Nova Andradina) — мікрорегіон в Бразилії, входить в штат Мату-Гросу-ду-Сул. Складова частина мезорегіону Схід штату Мату-Гросу-ду-Сул. Населення становить 82 948 чоловік на 2006 рік. Займає площу 13 457,689 км². Густота населення — 6,16 чол./км².

## Склад мікрорегіону
До складу мікрорегіону включені наступні муніципалітети:
1. Анауріландія
2. Батагуасу
3. Батайпоран
4. Нова-Андрадіна
5. Такуарусу

| Бразилія | Це незавершена стаття з географії Бразилії. Ви можете допомогти проєкту, виправивши або дописавши її. |